# Lubanie
Lubanie è un comune rurale polacco del distretto di Włocławek, nel voivodato della Cuiavia-Pomerania.
Ricopre una superficie di 69,3 km² e nel 2004 contava 4 692 abitanti.